# Timboholm

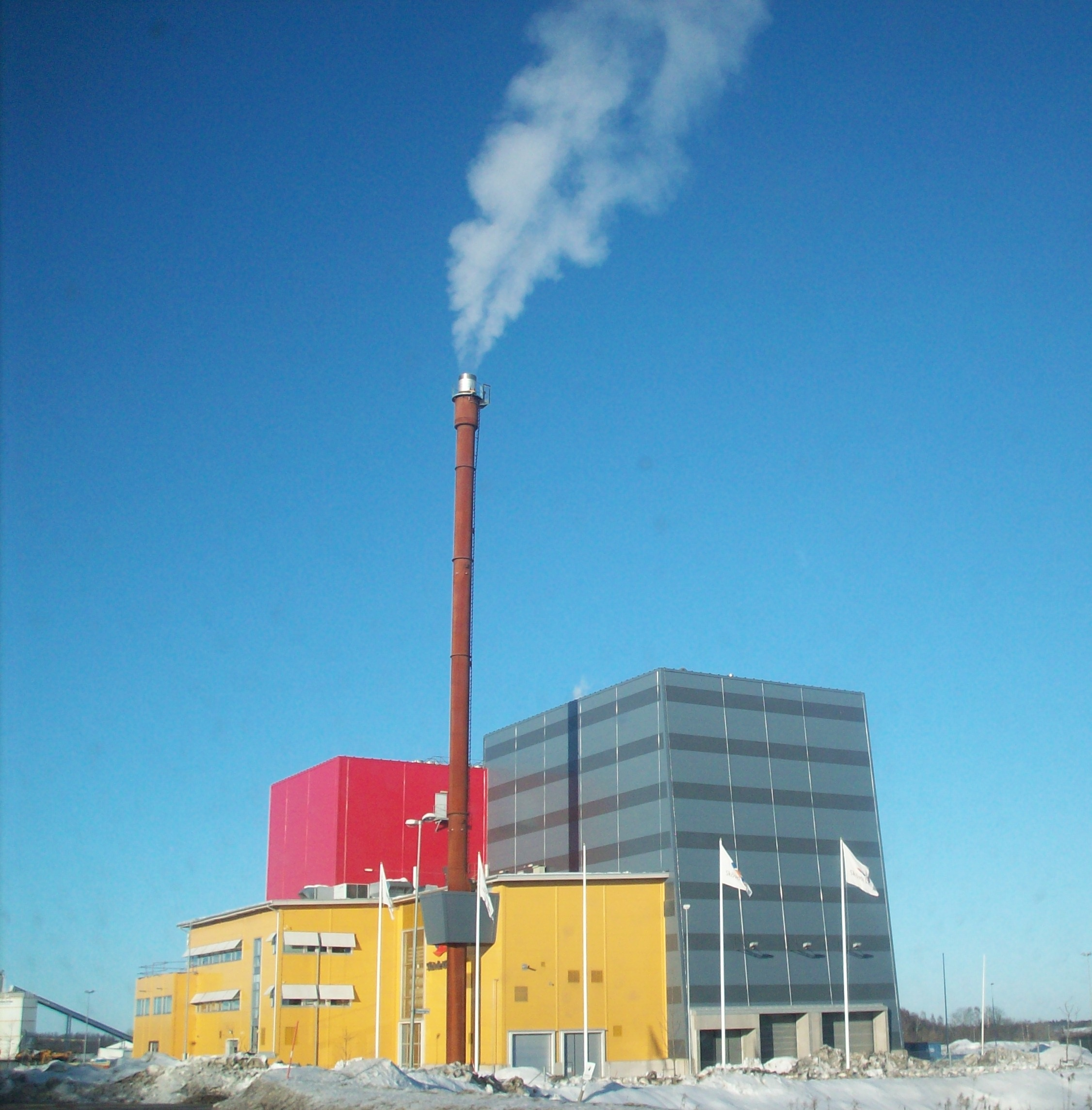
Det färgglada värmeverket

Timboholm är en stadsdel och industriområde i Skövde. I stadsdelen ligger bland annat Skövdes värmeverk och, i utkanten, miljöstationen Risängen. Den mest välkända verksamheten i Timboholm är dock Volvo Personvagnar.
Timboholm angränsar till stadsdelarna Östermalm, Aspelund och Segerstorp. 

## Timboholmsskatten

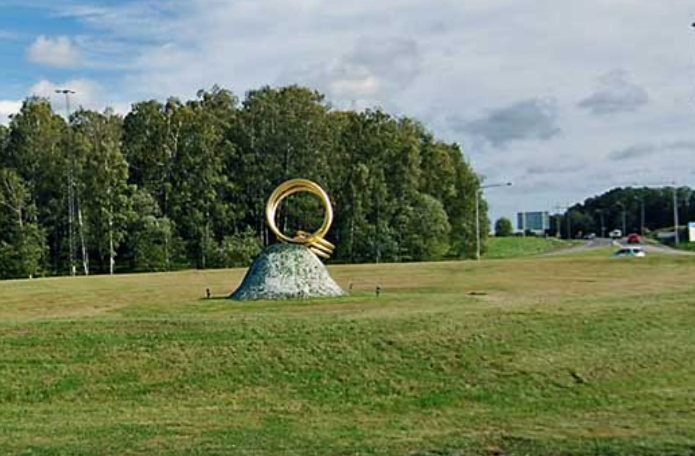
Monumentet föreställande guldringarna

1904 hittades i Timboholm Nordens största guldskatt i rent guld, Timboholmsskatten. Skatten hittades av två drängar vid namn Carl Wernlund och Per Rythén, mer kända som "Sjôle-Lotta" och "Bly-Per". sattes ett monument av skatten upp  i Timboholmsrondellen.
Skatten finns utställd i Guldrummet på Historiska museet i Stockholm, men det finns även en kopia av skatten på Skövde stadsmuseum.